# Њуфаундлендска фунта
Њуфаундлендска фунта (енгл. Newfoundland pound), је била новчана валута Њуфаундленда до 1865. године. Њуфаундлендска фунта је била подељена на 20 шилинга, сваки од 12 пенија. Њуфаундлендска фунта била је једнака британској фунти а циркулисали су и британске кованице, допуњене локално произведеним жетонима и новчаницама. Године 1865, долар је уведен по курсу од 1 долар = 4 шилинга 2 пенија, са значајем да је 1 долар био једнак тачно 50d (тј. 50 старих пенија) ради прецизније и лакше размене.

## Жетони
Жетони су приватно били прављени за 1 фартинг 1829. године и ½ пенија 1841, 1846. и 1860. године.

## Новчанице
Јунион банка Њуфаундленда је 1854. године увела новчанице од 1 фунте. Исти апоен издала је Комерцијална банка Њуфаундленда од 1857. годидне. Обе банке су наставиле да издају новчанице деноминиране у фунтама након увођења долара, иако су такође издавале новчанице у доларима 1880-их.